# Jorge Manrique
Jorge Manrique, španski pesnik, * ok. 1440, Paredes de Nava, Palencia ali Segura de la Sierra, Jaén, † 24. april 1479, Santa María del Campo Rus, Cuenca.
Ustvarjal je v času zgodnje renesanse in je avtor ene izmed klasik španske literature vseh časov, Coplas a la muerte de su padre.

## Življenjepis
Domnevajo, da se je Jorge Manrique rodil v Paredes de Nava, današnji Palencii (špansko Provincia de Palencia), čeprav je prav tako verjetno, da se je rodil v Segura de la Sierra, današnjem Jaénu (špansko Provincia de Jaén), ki je bil takrat sedež službe Rodriga Manriqueja, njegovega očeta in kjer se je bilo posestvo Manriquejevih, vendar se ni ohranil noben specificen dokument, ki bi potrjeval njegovo rojstvo v katerikoli izmed omenjenih krajev. V Jaenu to pojasnijo s francosko invazijo, saj so bili takrat zgodovinski arhivi, kot tudi samo mesto, požgani in upepeljeni. Predvideva se, da se je rodil med drugo polovico leta 1439 ter prvo polovico leta 1440, potrjeno pa je le, da se ni rodil pred letom 1432, ko je bil sklenjen zakon med njegovima staršema, niti po letu 1444, ko je Rodrigo Manrique, po smrti Mencíe de Figueroe, mame Jorgea Manriquea, zaprosil oblasti za ponovni zakon.
Prav tako so neodločeni glede njegovega otroštva, ki naj bi se odvijalo v Seguri de la Sierri in njegove mladosti. Dokumenti, ki prvič omenjajo njegovo ime, so iz leta 1465. Odslužil je vojaški rok, prav tako kot njegova širša družina in sorodniki. Jorge Manrique je bil politično aktiven, bil je privženec spopada z muslimani, sodeloval pa je tudi v plemiškem uporu proti Enriqueju IV. in pri zmagi v bitki pri Ajofrínu (špansko Batalla de Ajofrín). Imel je pomembno vlogo pri vojaških spopadih za nasledstvo Enriqueja IV. (špansko Guerra de Sucesión Castellana), v korist Izabele I.
Njegov oče Rodrigo Manrique, ki je bil grof (špansko Conde de Paredes de Nava') in vojak višjega ranga pri Santiaškem redu (špansko Orden de Santiago) (čeprav nikoli ni bil uradno imenovan), je bil eden najpomembnejših mož svojga časa. Umrl je leta 1476 za posledicami raka. Njegova mama je umrla, ko je bil Jorge še otrok. Jorge je študiral humanistiko. Njegov stric, Gómez Manrique, je bil prav tako eminenten pesnik in dramatik. Družina Manrique de Lara je bila ena najstarejših plemiških družin in je posedovala kar nekaj pomembnejših španskih nazivov, kot so Ducado de Nájera, Condado de Treviño in Marquesado de Aguilar de Campoo. Njegova družina je imela tudi nekaj crkvenih nazivov. Jorge Manrique se je poročil leta 1470 s sestro svoje mačehe, doño Guiomaro de Castañedo.
Pri 24 letih je bil udeležen v bojih in obleganju gradu Montizón (castillo de Montizón, Villamanrique, Ciudad Real), kjer si je prislužil prestiž in sloves vojaka. Njegov slogan je bil »Ne lažem in ne pokesam se«. Nekaj časa je bil zaprt v Baezi, kjer je umrl njegov brat Rodrigo, zaradi vojaškega vstopa v mesto z namenom, da pomaga svojim zaveznikom, ki so se borili proti krajevnim pooblaščencem. Kasneje se je  pridružil vojski Izabele I. in Fernanda II., ki sta se borila proti Juani la Beltraneji. Kot kraljičin namestnik si je skupaj s svojim očetom prizadeval odbiti oblegovalno vojsko Juana Pacheca, ki je ogrožala mesto Uclés. Predvideva se, da je bil spomladi leta 1479 v tej vojni, v spopadu blizu gradu Garcimuñoz (Cuenca), ki ga je branil markiz de Villena, ranjen do smrti. Prav tako kot z njegovim rojstvom, obstajajo polemike tudi glede njegove smrti: nekateri sodobni zgodovinarji, kot na primer Hernando del Pulgar in Alonso de Palencia, trdijo da je umrl v že prej omenjeni bitki pri Uclésu, medtem ko drugi, kot na primer Jerónimo Zurita, trdijo, da je umrl nekaj dni po bitki v Santa Maríi del Campo Rus (Cuenca), kjer je bil njegov tabor. Med njegovimi oblačili so našli dve ljudski pesmi, ki se začneta z »Oh svet! Ubij me...«. Pokopan je bil v samostanu v Uclésu, središču santiaškega redu. Vojna se je končala nekaj mesecev kasneje v septembru.

## Dela
Negovo pesniško delo ni obširno, šteje le okoli 40 del. Razvrstimo jih lahko v tri skupine: ljubezenska, komična/satirična in poučna. Večinoma so ljubezenska in satirična dela, sledijo normam takratne poezije, vendar so še vedno pod vplivom srednjeveške trubadurske poezije. Ton je galantno intimen, poln finih prispodob. 
Po obliki brez dvoma najbolj izstopa delo Coplas a la muerte de su padre, saj združuje tradicijo in izvirnost. V tej žalostinki Jorge Manrique hvali svojega očeta dona Rodriga Manriqueja. Prikaže ga kot figuro heroizma, polnega vrlin in spokojnosti, kakršen je bil pred smrtjo. To delo je eno izmed klasik španske literature vseh časov, postalo je ideal svetovne literature. Lope de Vega je rekel, da si to delo zasluži biti napisano z zlatimi črkami. Tema dela je smrt njegovega očeta, obravnava jo splošno in abstraktno ter konkretno in človeško. Manrique zasnuje obstoj treh življenj: človeški obstoj in obstoj umrljivosti, obstoj slovesa, ki je najdaljši, in obstoj večnosti, ki nima konca.        
Metrika, ki jo je pesnik prevzel (copla de pie quebrado), daje pesmi jedrnatost in krhek ritem ter ustvarja občutek pogrebne slovesnosti in zvonenja zvonov. Biblijski navdih je dobil iz knjige Eclesiastés ter Comentarios morales (Libro de Job, San Gregorio). Odmeva tudi fatalizem srednjeveških tem kot so ubi sunt?, vanitas vanitatum, homo viator. Najstarejši zapisi dela Coplas a la muerte de su padre izvirajo iz pesniške zbirke Baena, Egerton in Oñate-Castañeda, prav tako kot tudi prve izdaje. Mnogi avtorji so delu dodali svoje komentarje (Alonso de Cervantes, Rodrigo de Valdepeñas, Diego Barahona, Jorge de Montemayor, Francisco de Guzmán, Gonzalo de Figueroa, Luis de Aranda, Luis Pérez in Gregorio Silvestre), prav tako pa je bila tudi prevedena v latinščino, vpliv tega dela pa lahko opazimo tudi pri avtorjih kot so Andrés Fernández de Andrada, Francisco de Quevedo ali Antonio Machado. V francoščino je omenjeno delo prevedel Guy Debord, vpliven avtor dela La sociedad del espectáculo.
Metrične oblike njegove poezije so bolj naklonjene skromnejšim in preciznejšim oblikam, kot pa obširnim skladbam. Omejil se je na uporabo trubadurske pesmi (špansko canción trovadoresca) , copla real (predstavlja kitico sestavljeno iz desetih verzov, ki so sestavljeni iz osem ali manj zlogov), copla castellana, copla de pie quebrado' (ki jo je izumil njegov stric, prav tako velik pesnik Gómez Manrique), esparza' (ena sama kitica, ki strne umetniško izraženo misel) in copla de arte menor. Rima občasno ni precizna. Ne izkorišča kultizma in je bolj naklonjen preprostemu jeziku avtorjev, kot sta Juan de Mena in markiz de Santillana, ter v nasprotju s tedanjo liriko. Slog Jorga Manriqueja izraža jasnost in renesančno uravnoteženost, njegovo izražanje je preprosto in mirno, spremljajo pa ga primerjave, kar je značilno za sermo humilis ali ponižni slog. Prisoten je pogovorni jezik, ki doda preprostost in zmernost in se popolno prilega retoričnim figuram in igri besed. Pomen, ki ga daje življenju, razdeljenemu med slavo in slovesom, je prav tako značilnost antropocentrizma, ki ga oznanja renesansa. 
Obe pesmi posvečeni njegovi ženi sta iz obdobja njunega zakona, okrog leta 1470; Coplas je nastala poleti leta 1477; Coplas póstumas pa naj bi bila, sodeč po rubriki, ki jih spremlja, iz obdobja malo pred njegovo smrtjo; delo Pregunta a Guevara pa je iz leta 1465.                 

## Manrikeški trikotnik
Že več kot dvajset let se Jorgeja Manriqueja v krajih province Cuenca, kjer je bil ranjen do smrti in kjer je preminil in v Uclesu, kjer je pokopan, spominjajo vsako zadnjo soboto v aprilu s pohodi iz enega kraja v drugega.